# اسماعیل جبارزاده
اسماعیل جبارزاده (زاده ۱۳۳۹ خوی – درگذشته ۲۷ بهمن ۱۴۰۰)، معاون سیاسی وزیر کشور در دولت دوازدهم، استاندار آذربایجان شرقی در دولت یازدهم و نماینده اصلاح‌طلب حوزه انتخابیه تبریز، آذرشهر و اسکو در مجالس چهارم، پنجم، ششم و هفتم، عضو هیئت رئیسه مجلس ششم و نایب رئیس کمیسیون برنامه و بودجه مجلس هفتم و عضو شورای مرکزی حزب کارگزاران سازندگی ایران بود.

## تحصیلات و مسئولیت‌ها
جبارزاده دوره دبیرستان را در خوی سپری و سپس وارد سپاه شد؛ و مسئول بهداری سپاه عاشورا گردید. بعد از پایان جنگ در رشته دکترای علوم آزمایشگاهی از دانشگاه تبریز فارغ‌التحصیل شد. او همچنین، عضو هیئت علمی دانشگاه تبریز و رئیس مؤسسه آموزش عالی غیرانتفاعی ربع رشید تبریز بود.
جبارزاده پس از موفقیت حسن روحانی در یازدهمین دوره انتخابات ریاست جمهوری با تصویب هیئت دولت در مورخه ۹۲/۸/۸ به استانداری آذربایجان شرقی منصوب گردید و ۴ سال عهده‌دار این سمت بود.

## برخی واکنش‌ها
اسماعیل جبارزاده پس از آزادی ملوانان انگلیسی که توسط سپاه به دلیل تجاوز به مرزهای آبی ایران دستگیر شده بودند، نسبت به بدرقه محمود احمدی‌نژاد از آن‌ها هنگام آزادی اعتراض کرد و گفت: 
شأن ملت ایران بالاتر از آن است که رئیس جمهورشان ملوانان متجاوز را بدرقه کند.
وی در مجلس نیز به عدم شفاف گویی احمدی‌نژاد در مورد نام بردن از افراد مورد اتهامش انتقاد کرد و به دولت در مورد متهم کردن دیگران تذکر کتبی صادر کرد.

## درگذشت
او در شبانگاه چهارشنبه ۲۷ بهمن ۱۴۰۰ در سن ۶۱ سالگی بر اثر ایست قلبی درگذشت.
سید محمد خاتمی، حسن روحانی، محمدباقر قالیباف، اسحاق جهانگیری، محمد اسلامی، محمدباقر نوبخت، سید محمدعلی آل‌هاشم، زین‌العابدین رضوی خرم، محمدصادق معتمدیان، شهیندخت مولاوردی، الیاس حضرتی و محمدرضا تابش در پیام‌هایی، درگذشت جبارزاده را تسلیت گفتند.